# Andrei Șaguna

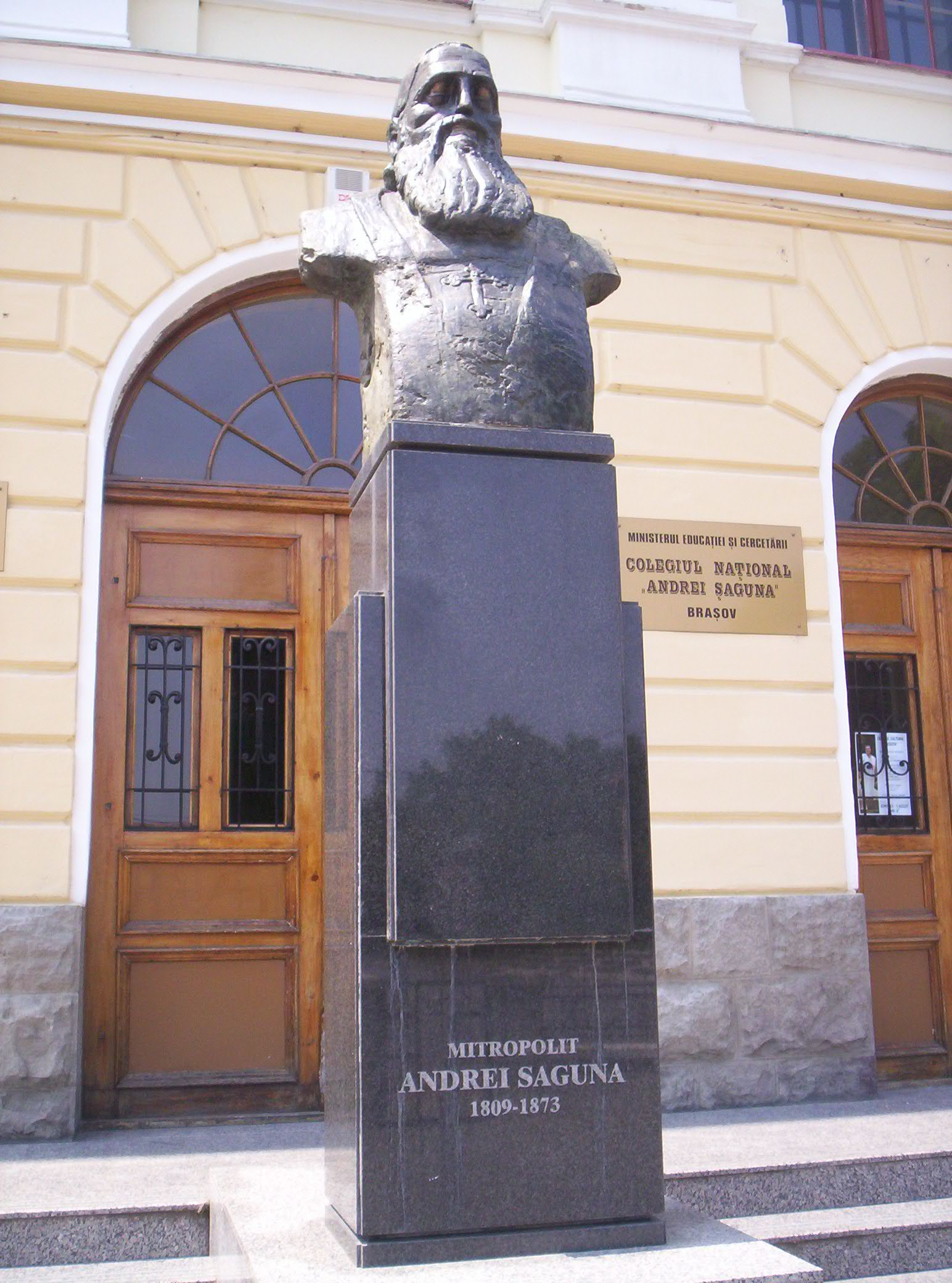
Büste Andrei Șagunas in Kronstadt

Andreas Freiherr von Schaguna (Andrei Șaguna; * 20. Januar 1809 in Miskolc in Ungarn; † 28. Juni 1873 in Hermannstadt) war ein orthodoxer Metropolit von Siebenbürgen aus der Volksgruppe der Aromunen. Er kämpfte für die Rechte der Orthodoxen und der Rumänen in Siebenbürgen. Bis zu seiner Heiligsprechung 2011 war er in Rășinari begraben.
1851 gründete er das rumänische Gymnasium von Kronstadt, das heute seinen Namen trägt.
Șaguna war Ehrenmitglied der Rumänischen Akademie und erster Präsident der ASTRA.